# Lithothamnion ruptile
Lithothamnion ruptile (Foslie) Foslie, 1907  é o nome botânico  de uma espécie de algas vermelhas  pluricelulares do gênero Lithothamnion, subfamília Melobesioideae.
- São algas marinhas encontradas no Caribe.

## Sinonímia
- Lithothamnion syntrophicum f. ruptile  Foslie, 1905